# Zebina preposterum
Zebina preposterum is een slakkensoort uit de familie van de Rissoidae. De wetenschappelijke naam van de soort is voor het eerst geldig gepubliceerd in 1958 door Berry.